# Peníscola
Peníscola (spanyolul: Peñíscola) egy község Spanyolországban, Castellón tartományban. Peníscola Alcalà de Xivert, Benicarló, Càlig, Cervera del Maestre és Santa Magdalena de Pulpis községekkel határos. Lakosainak száma 8496 fő (2024).

## Nevezetességek
A város egyik fő nevezetessége a látványos peñíscolai várkastély. A településközponttól néhány kilométerre délnyugatra, egy tengerparti szikla tetején áll a 16. századi őrtorony, a Badum-torony.

## Népesség
A település népessége az elmúlt években az alábbi módon változott:
| Lakosok száma | 4887 | 5809 | 6432 | 7894 | 8094 | 7457 | 7421 | 7612 | 7882 | 8496 |
|               | 2001 | 2004 | 2006 | 2009 | 2011 | 2014 | 2016 | 2019 | 2021 | 2024 |